# Бехтерська сільська рада
Бехте́рська сільська́ ра́да — адміністративно-територіальна одиниця та орган місцевого самоврядування в Голопристанському районі Херсонської області. Адміністративний центр — село Бехтери.

## Загальні відомості
- Територія ради: 5,712 км²
- Населення ради: 3 359 осіб (станом на 2001 рік)
- Водоймища на території, підпорядкованій даній раді: озера Аул, Бехтерка, Лиман, Кругле

## Населені пункти
Сільській раді були підпорядковані населені пункти:
- с. Бехтери
- с. Новочорномор'я

## Склад ради
Рада складалася з 20 депутатів та голови.
- Голова ради: Бурак Михайло Іванович
- Секретар ради: Іванченко Ольга Василівна

### Керівний склад попередніх скликань
| Прізвище, ім'я, по батькові   | Основні відомості                                                                       | Дата обрання | Дата звільнення |
| ----------------------------- | --------------------------------------------------------------------------------------- | ------------ | --------------- |
| Поздняков Володимир Захарович | Сільський голова, 1947 року народження, член Народної партії                            | 26.03.2006   | 31.10.2010      |
| Бурак Михайло Іванович        | Сільський голова, 1958 року народження, освіта середня спеціальна, член Партії регіонів | 31.10.2010   |                 |

Примітка: таблиця складена за даними сайту Верховної Ради України

### Депутати
За результатами місцевих виборів 2010 року депутатами ради стали:

#### За суб'єктами висування
| Суб'єкт висування                                       | Кількість обраних депутатів | %  |
| ------------------------------------------------------- | --------------------------- | -- |
| Самовисування                                           | 7                           | 35 |
| Партія регіонів                                         | 6                           | 30 |
| Політична партія Всеукраїнське об'єднання «Батьківщина» | 4                           | 20 |
| Народна партія                                          | 2                           | 10 |
| Комуністична партія України                             | 1                           | 5  |

#### За округами
| № округу                                                | Прізвище, ім'я, по батькові     | Дата визнання обраним | Освіта             | Партійна приналежність                        | Відомості про обраного депутата                     |
| ------------------------------------------------------- | ------------------------------- | --------------------- | ------------------ | --------------------------------------------- | --------------------------------------------------- |
| Комуністична партія України                             |                                 |                       |                    |                                               |                                                     |
| 12                                                      | Самарчук Анатолій Олександрович | 09.11.2010            | середня спеціальна | член Комуністичної партії України             | тимчасово не працює                                 |
| Народна Партія                                          |                                 |                       |                    |                                               |                                                     |
| 2                                                       | Притула Тетяна Олексіївна       | 09.11.2010            | вища               | член Народної партії                          | Бехтерська дільнична лікарня, терапевт              |
| 5                                                       | Копцевич Вікторія Миколаївна    | 09.11.2010            | вища               | член Народної партії                          | Бехтерська загальноосвітня школа, вчитель           |
| Партія регіонів                                         |                                 |                       |                    |                                               |                                                     |
| 1                                                       | Бурак Оксана Миколаївна         | 09.11.2010            | середня спеціальна | член Партії регіонів                          | тимчасово не працює                                 |
| 9                                                       | Матринюк Тетяна Валеріївна      | 09.11.2010            | вища               | позапартійна                                  | Бехтерська сільська рада, секретар-друкарка діловод |
| 10                                                      | Руденко Лідія Андріївна         | 09.11.2010            | середня спеціальна | член Партії регіонів                          | пенсіонер                                           |
| 13                                                      | Іванченко Ольга Василівна       | 09.11.2010            | вища               | позапартійна                                  | Бехтерська сільська рада, секратар                  |
| 16                                                      | Бондар Руслан Володимирович     | 09.11.2010            | середня спеціальна | позапартійний                                 | фермерське господарство «Руслан-агро», голова       |
| 17                                                      | Лисак Таїсія Борисівна          | 09.11.2010            | середня спеціальна | член Партії регіонів                          | тимчасово не працює                                 |
| Політична партія Всеукраїнське об'єднання «Батьківщина» |                                 |                       |                    |                                               |                                                     |
| 4                                                       | Бешенець Андрій Митрофанович    | 09.11.2010            | середня спеціальна | член Всеукраїнського об'єднання «Батьківщина» | пенсіонер                                           |
| 15                                                      | Тамара Лариса Іванівна          | 09.11.2010            | середня спеціальна | член Всеукраїнського об'єднання «Батьківщина» | приватний підприємець                               |
| 19                                                      | Кравченко Микола Михайлович     | 09.11.2010            | середня спеціальна | член Всеукраїнського об'єднання «Батьківщина» | пенсіонер                                           |
| 20                                                      | Москаленко Ірина Анатоліївна    | 09.11.2010            | середня спеціальна | член Всеукраїнського об'єднання «Батьківщина» | тимчасово не працює                                 |
| Самовисування                                           |                                 |                       |                    |                                               |                                                     |
| 3                                                       | Кремзер Валентина Василівна     | 09.11.2010            | вища               | позапартійна                                  | тимчасово не працює                                 |
| 6                                                       | Кравченко Сергій Володимирович  | 09.11.2010            | середня спеціальна | позапартійний                                 | тимчасово не працює                                 |
| 7                                                       | Козак Галина Іванівна           | 09.11.2010            | середня спеціальна | позапартійна                                  | Дитячий садок, вихователь                           |
| 8                                                       | Кравченко Андрій Миколайович    | 09.11.2010            | середня спеціальна | позапартійний                                 | тимчасово не працює                                 |
| 11                                                      | Яценко Сергій Євгенович         | 09.11.2010            | середня спеціальна | позапартійний                                 | Бехтерська дільнична лікарня, водій                 |
| 14                                                      | Калюжко Мар'іна Дмитрівна       | 17.04.2011            | середня            | позапартійна                                  | ПП «Лещенко», продавець                             |
| 18                                                      | Єрастова Людмила Миколаївна     | 09.11.2010            | середня спеціальна | позапартійна                                  | тимчасово не працює                                 |

## Населення
Згідно з переписом УРСР 1989 року чисельність наявного населення сільської ради становила 3237 осіб, з яких 1538 чоловіків та 1699 жінок.
За переписом населення України 2001 року в сільській раді мешкали 3332 особи.

### Мова
Розподіл населення за рідною мовою за даними перепису 2001 року:
| Мова       | Відсоток |
| ---------- | -------- |
| українська | 91,01 %  |
| російська  | 5,66 %   |
| циганська  | 0,33 %   |
| білоруська | 0,27 %   |
| вірменська | 0,24 %   |
| молдовська | 0,09 %   |
| болгарська | 0,06 %   |
| гагаузька  | 0,06 %   |
| інші       | 2,28 %   |